# El Rasillo de Cameros
El Rasillo de Cameros es un municipio de la comunidad autónoma de La Rioja (España). Forma parte de la comarca denominada Camero Nuevo, un lugar situado al sur de la comunidad. Junto al núcleo de población principal transcurre el Arroyo de San Mamés que lleva sus aguas hasta el pantano González Lacasa situado a 2 km.
Se accede al mismo por la carretera N-111, entre Logroño y Soria,  bien por el cruce de Nieva de Cameros, o bien llegando hasta Villanueva, en el cruce de Ortigosa.

## Historia
A pesar de que la primera cita documentada de El Rasillo data del siglo XII, cuando Sancho III y doña Blanca donaron la ermita de San Mamés de la localidad al obispo de Calahorra, restos hallados en la zona demuestran que estas tierras ya estuvieron habitadas en la Edad de Bronce y en la época romana.
Perteneció a Ortigosa de Cameros hasta que, bajo el reinado de Fernando VII, se constituyó como villa independiente en 1817, tras el pago de 12500 reales a Ortigosa de Cameros. 
En algún punto situado entre los años 1790 y 1801 el Rasillo de Cameros se integró en la Real Sociedad Económica de La Rioja, la cual era una de las sociedades económicas de amigos del país fundadas en el siglo XVIII producto de la ilustración española.

## Geografía humana

### Demografía
Cuenta con una población de 153 habitantes (INE 2024).
| Gráfica de evolución demográfica de El Rasillo de Cameros entre 1842 y 2021 |
| |
| Población de derecho según los censos de población del INE Población de hecho según los censos de población del INEEn estos censos se denominaba Rasillo, El: 1842, 1857, 1860, 1877, 1887, 1897, 1900, 1910, 1920, 1930, 1940, 1950, 1960, 1970, 1981 y 1991 |

## Administración
| Periodo   | Nombre                                                                    | Partido        |
| --------- | ------------------------------------------------------------------------- | -------------- |
| 1979-1983 | Luis Mª Miguel Calavia                                                    | PSOE           |
| 1983-1987 | Rufino Hernández Sáenz                                                    | AP             |
| 1987-1991 | Rufino Hernández Alonso                                                   | Independientes |
| 1991-1995 | Lucía Ortega Soriano                                                      | PSOE           |
| 1995-1999 | Francisco Martínez Sáen                                                   | Independientes |
| 1999-2003 | Francisco Javier Hernández Sáenz                                          | Independientes |
| 2003-2007 | Miguel Ángel Soriano Pancorbo                                             | PP             |
| 2007-2011 | Miguel Ángel Soriano Pancorbo (2007-2009) Carlos Elías García (2009-2011) | PP             |
| 2011-2015 | Carlos Elías García                                                       | PP             |
| 2015-2019 | Luis Carlos Rodríguez Diez                                                | PR+            |
| 2019-2023 | Rubén Martínez Soriano                                                    | PP             |
| 2023-act. | Rubén Martínez Soriano                                                    | PP             |

## Arte

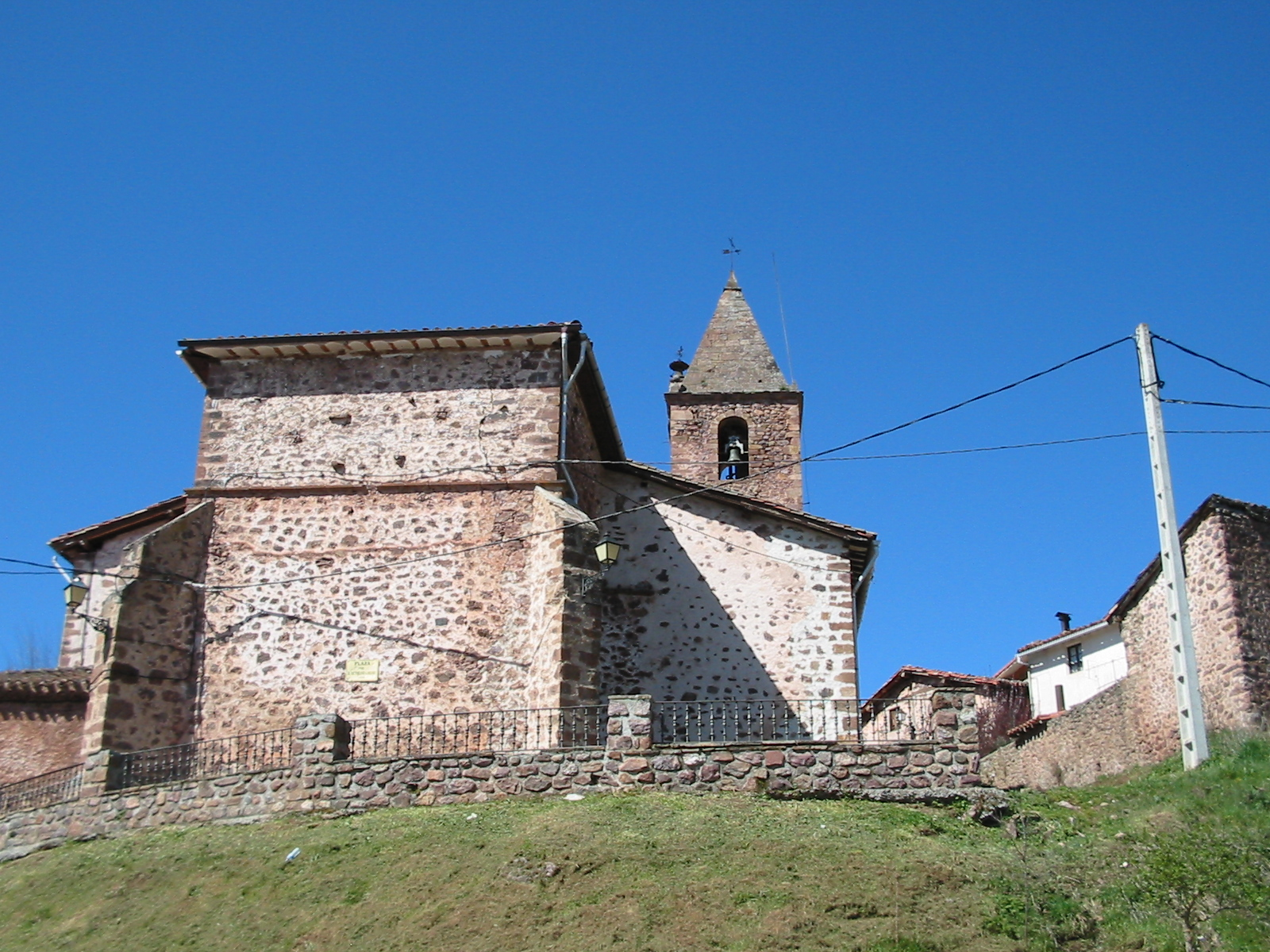
Iglesia Parroquial de Nuestra Señora de las Eras.

### Edificios religiosos
- Iglesia Parroquial de Nuestra Señora de las Eras

Construida en el siglo XVII sobre un templo del siglo XVI. Destaca su retablo mayor, de estilo rococó, construido en el siglo XVIII.
- Ermita de San Mamés

Es de estilo románico. El templo inicial data del siglo XII, pero fue reconstruida en el siglo XIX, conservando la planta y algunos elementos del alzado.

## Fiestas
- El 15 de mayo se celebra San Isidro, como en la mayoría de las localidades donde la labranza ha sido y es parte fundamental de su economía.
- El 29 de junio se celebra la festividad de San Pedro.
- Las fiestas patronales tienen lugar del 7 al 9 de agosto, en honor de San Mamés, siendo el 7 el día grande.
- El 15 de agosto se celebra la fiesta de la Virgen de las Eras, que da nombre a la iglesia parroquial de la localidad.

## Ocio

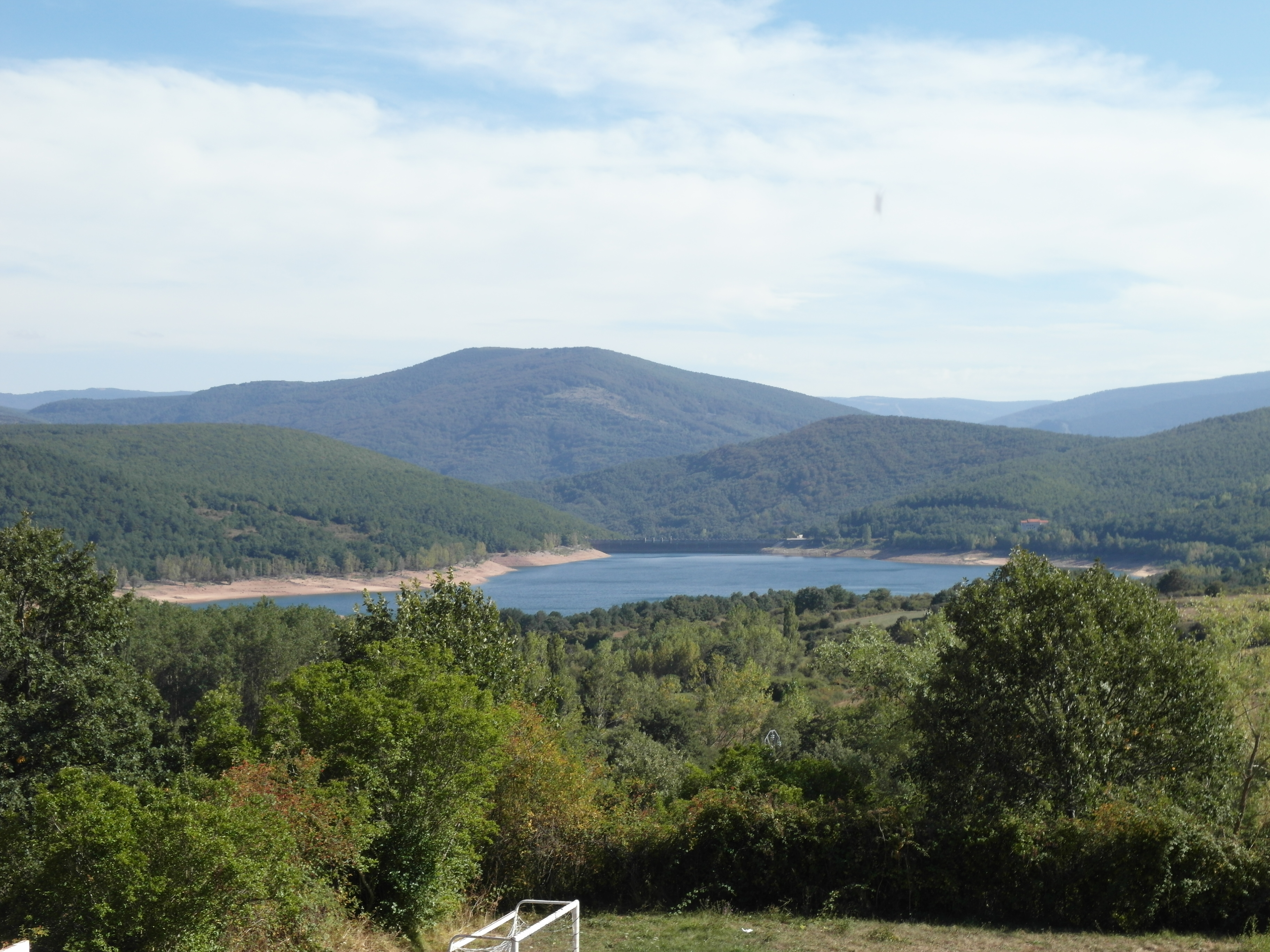
Pantano de El Rasillo.

Existen numerosas casas rurales donde poder alojarse en cualquier época del año, aunque dada su altitud (más de 1000 metros sobre el nivel del mar) es aconsejable hacerlo en los meses de primavera y verano.
El pantano González Lacasa (también denominado Pantano de El Rasillo) está situado a escasos 2 kilómetros de su núcleo urbano. En él se encuentra el Club Náutico El Rasillo, que ofrece la posibilidad de desarrollar varias actividades náuticas, como vela ligera, piragüismo o windsurf. Sus instalaciones cuentan con restaurante, terraza, solárium, vestuarios y duchas, además de un embarcadero y una plataforma de trampolines a menos de 100 metros de la orilla.
Desde mediados de los años 1990, a finales de junio se realiza una competición de traineras denominada Bandera de la Rioja, a semejanza de las que se realizan por todo el Cantábrico en temporada estival, con la peculiaridad de ser la única de estas características que se produce en agua dulce. Cuenta cada año que pasa con una más selecta participación.
Situado junto al frontón del pueblo, también se encuentra Museo Etnológico dedicado a Victoriano Labiano, donde se recopilan objetos, herramientas, piezas artísticas desde la época celtíbera hasta nuestros días. Se ha instalado en las antiguas escuelas de la población, donde además del museo, se ha instalado en otra planta la biblioteca Pública y el hogar para mayores del pueblo.

## Personas destacadas
- Urbano Espinosa (1945-), exrector de la Universidad de La Rioja.
- Victoriano Labiano (1926-2011), sacerdote que se dedicó a la conservación y protección del patrimonio de Rasillo.